# Províncies de Zimbàbue
Les províncies de Zimbàbue són la divisió administrativa de primer nivell de la República de Zimbàbue. En són 10, de les quals 8 són ordinàries i 2 són realment ciutats amb el rang de província: aquestes dues corresponen a la capital, Harare, i Bulawayo i foren segregades de les seves respectives províncies originàries l'any 2000.
Aquestes províncies se subdivideixen en 59 districtes i dins aquests hi ha un total de 1.200 municipis (wards), encara que la major part de les terres de cada districte són àrees no incorporades a cap municipi concret.

## Llista

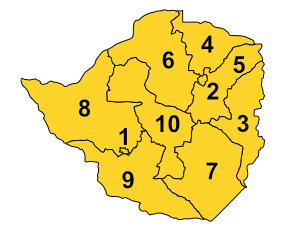
Les províncies, amb la numeració indicativa

| Núm. | Província                  | Superfície (km²) | Capital   |
| ---- | -------------------------- | ---------------- | --------- |
| 1.   | Bulawayo                   | 479              | (ciutat)  |
| 2.   | Harare                     | 872              | (ciutat)  |
| 3.   | Manicaland                 | 36.459           | Mutare    |
| 4.   | Mashonaland Central        | 28.374           | Bindura   |
| 5.   | Mashonaland Oriental       | 32.230           | Marondera |
| 6.   | Mashonaland Occidental     | 57.441           | Chinhoyi  |
| 7.   | Masvingo                   | 56.566           | Masvingo  |
| 8.   | Matabeleland Septentrional | 75.025           | Lupane    |
| 9.   | Matabeleland Meridional    | 54.172           | Gwanda    |
| 10.  | Midlands                   | 49.166           | Gweru     |